# Faiza Darkhani
Faiza Darkhani (Afganistan, circa 1992) és una ambientalista i defensora dels drets de la dona afganesa. Es tracta d'una de les poques estudioses del canvi climàtic del país. L'any 2021 va formar part de la llista 100 Women BBC, que inclou les 100 dones més inspiradores i més influents de tot el món.
| «                 | Cal coratge per decidir alçar-se entre la multitud. Has de seguir els teus somnis i convertir-los en realitats, i el meu somni és el de tenir un ambient net i segur, lliure de tot tipus de contaminació. | » |
| — Faiza Darkhani, | |   |

Darkhani va estudiar Agricultura i Horticultura a la Universitat de Badakhxan i va completar els seus estudis amb un posgrau en arquitectura paisatgística a la Universiti Putra Malaysia.
Darkhani va ser professora ajudant i directora de l'Agència Nacional de Protecció Ambiental de la província de Badakhxan. Actualment està treballant en el Departament d'Arquitectura Paisatgística de la Universiti Putra Malaysia. La seva recerca se centra en la gestió sostenible dels paisatges urbans. També ha estudiat les relacions entre l'agricultura urbana i la seguretat alimentària.
| «                 | Si pogués reiniciar el món, esborraria la paraula "vergonya". El diccionari la descriu com "un sentiment dolorós d'humiliació un sentiment que tot tu mateix ets un error". És una paraula de vuit lletres que ataca amb energia atòmica. | » |
| — Faiza Darkhani, | |   |